# Typ 91 Handgranate
Die Typ 91 Handgranate (japanisch 九一式手榴弾 Kyūichi-shiki teryūdan) war eine Handgranate, die zwischen 1931 und 1945 von den Kaiserlich Japanischen Streitkräften während des Zweiten Japanisch-Chinesischen Krieges und des Pazifikkrieges eingesetzt wurde. Die Bezeichnung Typ 91 bezieht sich auf das Jahr der Einführung innerhalb des japanischen kalendarischen Schemas im Jahre 2591 – im gregorianischen Kalender das Jahr 1931.

## Geschichte

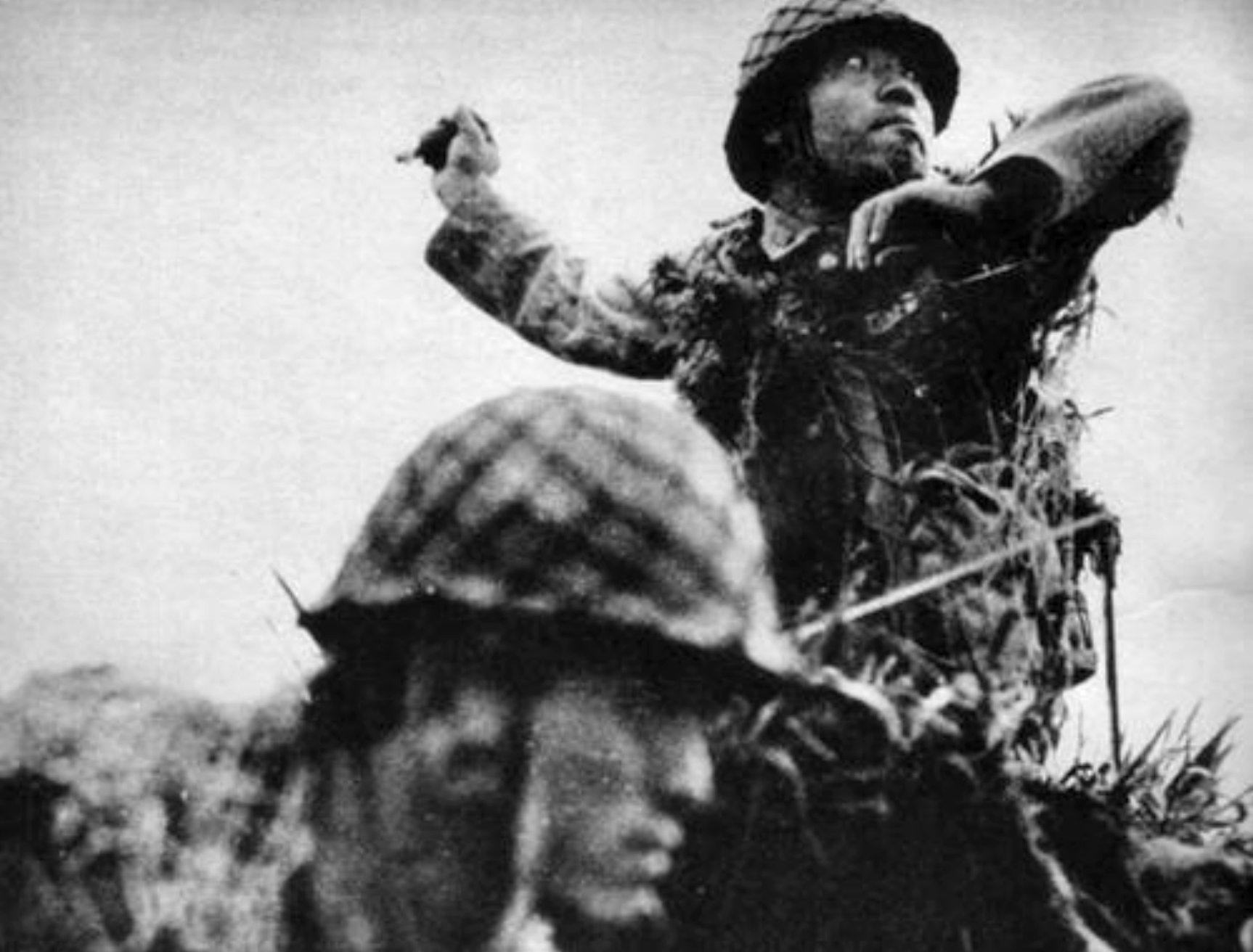
Ein japanischer Soldat wirft eine Typ 91 Handgranate während der Schlacht um Guadalcanal, 1942

1931 begann das Technische Forschungsinstitut des Heeres, die Typ 91 Handgranate zu entwickeln. Sie war fast identisch mit der Typ 10 Handgranate (Einführung 1920), hatte allerdings eine um 15 Gramm stärkere TNT-Ladung. Wie die Typ 10 sollte die Typ 91 mehrere Funktionen gleichzeitig erfüllen: per Hand geworfen und mit Granatwerfer bzw. Gewehrgranatwerfer verschossen werden. Durch die Mehrfachfunktion sollte die Logistik der Truppe vereinfacht werden, da somit eine Munitionsart gleichzeitig mehrere Waffen versorgen konnte. Die Typ 91 Handgranate wurde zur Standardhandgranate des Heeres und der Marine. Ab 1937 wurde sie beim Heer durch die Typ 97 Handgranate ersetzt, fand aber bis zum Ende des Krieges 1945 nach wie vor Verwendung für leichte Granatwerfer. Die Marine benutzte die Typ 91 bis zum Ende des Krieges als ihre Standardhandgranate.

## Technik
Die Typ 91 Handgranate hatte eine gusseiserne Ummantelung, die von Furchen durchzogen war um die Splitterwirkung zu erhöhen. Es gab zwei Methoden, die Typ 91 einzusetzen: Entweder wurde sie per Hand ins Ziel geworfen oder mithilfe des Typ 10 Granatwerfer, des Typ 89 Granatwerfers oder des Typ 100 Gewehrgranatwerfers abgefeuert.
An beiden Enden befanden sich aufschraubbare Zylinder. Der größere der beiden Zylinder enthielt den Treibsatz, um die Granate mit einem Granatwerfer abfeuern zu können. Der kleinere Zylinder enthielt den Feuermechanismus für die Zündschnur, der die Sprengkapsel der Granate zündete.
Um die Granate für den Handeinsatz zu benutzen, musste zuerst der größere Zylinder abgeschraubt werden. Um sie zu zünden, musste ein U-förmiger Stift, an dem eine kurze Kordel hing, herausgezogen werden. Danach musste die Granate mit dem kleinen Zylinder auf einen festen Gegenstand gestoßen werden, um das Zündhütchen zu zünden. Meistens verwendeten die Soldaten dazu ihren eigenen Stahlhelm. Daraufhin zündete der Feuermechanismus einen Zündsatz aus Schwarzpulver, die die Granate sieben bis neun Sekunden danach zur Explosion brachte. Spätere Modelle hatten einen kürzeren Verzögerungssatz.
Wenn die Granate von einem Granatwerfer abgefeuert wurde, kam ein anderer Feuermechanismus zum Einsatz. Im unteren Zylinder war eine Treibladung untergebracht. Sie wurde beim Einführen in den Granatwerfer entzündet und die Granate verließ das Rohr. Durch den Rückstoß beim Verlassen des Rohres wurde das Zündhütchen entzündet und die Granate war scharf.